# Brian Plat
Brian Plat (Volendam, 5 aprile 2000) è un calciatore olandese, difensore del Beerschot VA.

## Carriera
Cresciuto nel settore giovanile del Volendam, ha esordito in prima squadra il 13 ottobre 2019, nella partita di campionato pareggiata per 1-1 contro il Den Bosch. Il 20 aprile 2021 prolunga con il club arancione fino al 2024.
Il 22 aprile 2022 conquista la promozione in Eredivisie, che mancava alla squadra da 13 anni.

## Statistiche

### Presenze e reti nei club
Statistiche aggiornate al 31 agosto 2022.
| Stagione        | Squadra         | Campionato      | Campionato | Campionato | Coppe nazionali | Coppe nazionali | Coppe nazionali | Coppe continentali | Coppe continentali | Coppe continentali | Altre coppe | Altre coppe | Altre coppe | Totale | Totale |
| Stagione        | Squadra         | Comp            | Pres       | Reti       | Comp            | Pres            | Reti            | Comp               | Pres               | Reti               | Comp        | Pres        | Reti        | Pres   | Reti   |
| --------------- | --------------- | --------------- | ---------- | ---------- | --------------- | --------------- | --------------- | ------------------ | ------------------ | ------------------ | ----------- | ----------- | ----------- | ------ | ------ |
| 2019-2020       | Volendam        | ED              | 6          | 0          | CO              | 0               | 0               | -                  | -                  | -                  | -           | -           | -           | 6      | 0      |
| 2020-2021       | Volendam        | ED              | 26+1       | 1          | CO              | 1               | 0               | -                  | -                  | -                  | -           | -           | -           | 28     | 1      |
| 2021-2022       | Volendam        | ED              | 19         | 0          | CO              | 1               | 0               | -                  | -                  | -                  | -           | -           | -           | 20     | 0      |
| 2022-2023       | Volendam        | E               | 4          | 0          | CO              | 0               | 0               | -                  | -                  | -                  | -           | -           | -           | 4      | 0      |
| Totale carriera | Totale carriera | Totale carriera | 55+1       | 1          |                 | 2               | 0               |                    | -                  | -                  |             | -           | -           | 58     | 1      |